# Meritocratie
Meritocratie (vrij vertaald: geregeerd door degenen die het verdienen) is een maatschappijmodel waarin de sociaal-economische positie van elk individu is gebaseerd op zijn of haar verdiensten (merites). Hierbij gaat het dus niet direct om de aanleg die men heeft, maar wat men met die aanleg doet. Andere factoren, zoals afkomst, grond- of geldbezit, ras en geslacht mogen er (in principe) geen rol bij spelen. Kortom: een meritocratie is een samenleving waarin individuen een positie (=plaats) innemen op basis van hun eigen capaciteiten en kennis en niet via geboorte, huwelijk of traditie. De eigen inzet bepaalt welke positie men kan innemen in de samenleving. 
Naast deze veelgebruikte sociale betekenis heeft meritocratie ook een politieke inslag. Een meritocratie als bestuursvorm impliceert een politieke elite die aan de macht is op basis van de som van individuele verdiensten. Deze verdiensten worden veelal ontleed in indicatoren als capaciteiten, politieke ervaring en diploma's.
De Britse sociale wetenschapper (en Labour-politicus) Michael Young schreef in 1958 het veelbesproken en beroemde satirische boek The Rise of the Meritocracy 1870-2033. Dit boek hanteert een dystopische visie op maatschappelijke verhoudingen, waarbij de vraag centraal staat of het begrip verdienste objectief meetbaar is.

## Noot
1. ↑  Michael Young op de Engelse Wikipedia